# Пакеев, Альберт Александрович
Альбе́рт Алекса́ндрович Паке́ев (род. 4 июля 1968, Усолье-Сибирское, Иркутская область, СССР) — советский и российский боксёр, представитель наилегчайшей весовой категории. Заслуженный мастер спорта России, обладатель бронзовой медали летних Олимпийских игр 1996, чемпион Европы (1996), чемпион СССР (1988) и пятикратный чемпион России (1992, 1993).

## Биография
Альберт Пакеев родился 4 июля 1968 года в городе Усолье-Сибирское Иркутской области. В детстве занимался разными видами спорта, в конечном счёте сделал выбор в пользу бокса: «Я ведь рано остался без отца и, не желая быть, что называется, маменькиным сынком, с малых лет привыкал защищать себя сам». Проходил подготовку в местной Детской юношеской спортивной школе № 1 под руководством тренера Михаила Берко, позже также тренировался в иркутском «Динамо» у Анатолия Катасова.
Впервые заявил о себе в 1985 году, когда, будучи студентом Усольского химико-технологического техникума, одержал победу на чемпионате СССР среди юниоров. В 1988 году стал чемпионом страны среди взрослых спортсменов, победив всех своих соперников в наилегчайшей весовой категории.
Наибольшего успеха на международном уровне добился в сезоне 1996 года, выиграв чемпионат Европы в Вайле. Благодаря череде удачных выступлений удостоился права защищать честь страны на летних Олимпийских играх в Атланте — в наилегчайшем весе сумел дойти до стадии полуфиналов и завоевал тем самым бронзовую олимпийскую медаль, уступив со счётом 6:12 кубинцу Маикро Ромеро, который в итоге и стал победителем Игр. За эти выдающиеся достижения Пакеев был удостоен почётного звания «Заслуженный мастер спорта России», а его наставнику Михаилу Берко присвоили звание заслуженного тренера.
После Олимпиады Альберт Пакеев сделал небольшой перерыв в своей спортивной карьере. Позже он вернулся в бокс и пытался пройти квалификацию на Олимпийские игры в Сиднее, но не смог этого сделать из-за слишком высокой конкуренции в сборной.
Завершив карьеру спортсмена, работал тренером по боксу в иркутском спортивном клубе «Динамо».